# Melo (Gouveia)
Melo is een plaats (freguesia) in de Portugese gemeente Gouveia en telt 673 inwoners (2001).